# Тверда наукова фантастика

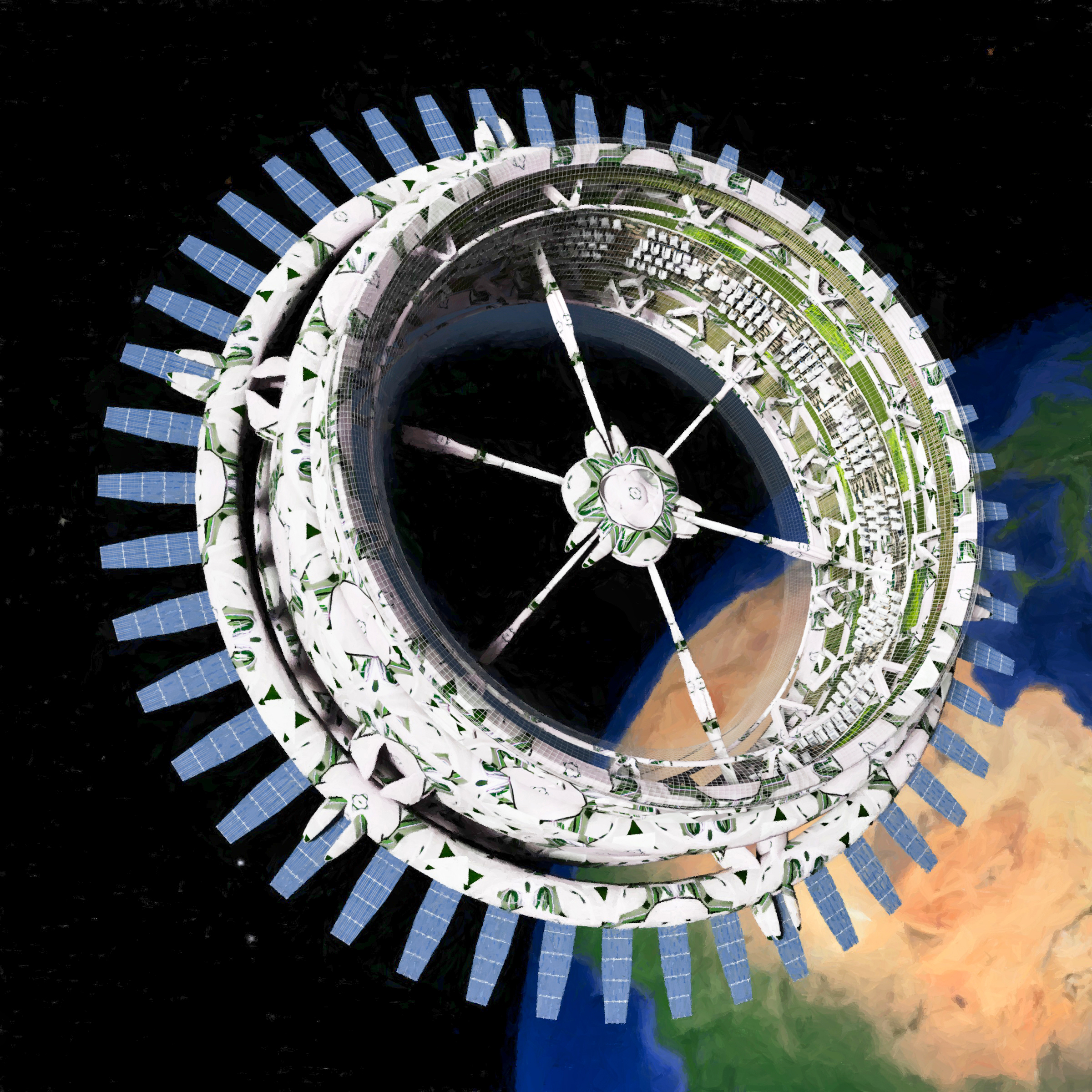
Тверда наукова фантастика може описувати, наприклад, проєкт космічної станції

Тверда наукова фантастика, також жорстка наукова фантастика (англ. hard science fiction, hard SF) — жанр наукової фантастики, яка характеризується акцентом на наукових або технічних подробицях, на точній відповідності академічній науці на час написання твору. Основні теми «твердої» НФ пов'язані, як правило, з природничими науками (астрономія, фізика, геологія), також до неї відносяться реалістичні космічні історії та твори про фантастичні технології. Термін був вперше використаний у пресі в 1957 році Пітером Шуйлером Міллером в огляді Джона В. Кемпбелла-молодшого «Острови космосу» в журналі «Astounding Science Fiction».
Термін утворений за аналогією з популярними відмінностями між «твердими» (природничими) і «м'якими» (соціальними) науками. Додатковий термін «м'яка наукова фантастика» (утворений за аналогією з «твердою науковою фантастикою») вперше з'явився в кінці 1970-х. Тверда наукова фантастика переважала від кінця XIX століття (Жуль Верн, Герберт Уеллс) та в «золотий вік наукової фантастики» 1960-х років (Айзек Азімов, Артур Кларк, Станіслав Лем, Роберт Хайнлайн, Карл Саган, Гол Клемент, Пол Андерсон тощо). В 1970-і почалася «нова хвиля», яка характеризувалася використанням науково-фантастичного антуражу на противагу науковості зображуваного. Особливо поширився жанр космоопери. Найбільш яскраво тверда НФ того часу була представлена у творах Фредерика Пола, Джеррі Пурнелла, Джо Голдемана, Ларрі Нівена. Від 1980-х тверду наукову фантастику писали Ден Сіммонс, Пітер Гамільтон, Джон Райт, Елістер Рейнольдс, Ніл Ешер, Річард Морган, японський автор Косю Тані, Пітер Воттс, Грег Іген та інші.[джерело?] Серед української літератури до твердої наукової фантастики відносять роман «Колонія» Макса Кідрука.
Різновидом твердої НФ є «фантастика ближнього прицілу», для якої характерні поглиблена увага до науково-технічних деталей винаходів та відкриттів, а дія поміщена у недалеке майбутнє (5-10 років). Така фантастика була особливо притаманна радянській НФ 1940-50-х років і мала помітне ідеологічне забарвлення: «прогресивні» головні герої, сприяння побудові комунізму, ворожі шпигуни і диверсанти. Яскравими представниками є «Зірка КЕЦ» Олександра Бєляєва (1936), «Таємниця двох океанів» Григорія Адамова (1939).